# Mariane Paviasen Jensen
Mariane Paviasen Jensen (tidligere navn: Mariane Paviasen, født 16. november 1969 i Qassiarsuk) er en grønlandsk politiker for Inuit Ataqatigiit. Hun var bolig- og infrastrukturminister fra november 2021 til april 2022. Paviasen er kendt som sin modstand mod minedrift i Kuannersuit.

## Uddannelse og erhvervskarriere
Efter folkeskolen var Paviasen ekspedient i en kiosk og grillbar 1985-1988 og rengøringsassistent 1987-1988, hvorefter hun tog et afsluttende år i folkeskolen 1988-1989 og en uddannelse som handels- og kontorassistent på STI-skolen i Aasiaat (1989-1992). Hun fortsatte med en operatøruddannelse i Grønlandsfly 1992-1993. Efter to års arbejdsløshed blev hun ansat på STI-skolen, først som kontorassistent (1995-1998), så som overassistent (1998-1999) og faglærer (1999-2001). Fra 2001 til 2002 var hun trafikassistent i Narsarsuaq Lufthavn, dernæst faglærer på erhvervsskolen Piareersarfik Narsaq i Narsaq 2002-2004. De følgende år var hun lægesekretær i Paamiut i 2004, timelærer og plejemor på en folkeskole i Narsaq 2005-2006, først faglærer og senere soufchef på familiecentret "Ujuaat" i Narsaq 2007-2009.
Paviasen var trafikassistent i Narsaq Heliport 2009-2017 og leder samme sted 2017 til hun fik orlov i 2021. Hun gennemførte også en lederuddannelse i 2019.

## Politisk arbejde
Mariane Paviasen står bag bevægelsen "Urani? Naamik" ("Uran? Nej tak") som siden 2010'erne har ført kampagne imod minedrift på Kuannersuit (Kvanefjeld). Hun var formand for "Urani? Naamik" i Narsaq 2013-2020.
Hun stillede op for Inuit Ataqatigiit til valget til Inatsisartut 2018 og blev med 95 stemmer 2. stedfortræder for partiet. Hun blev stedfortræder i Inatsisartut da Mimi Karlsen fik sygeorlov i september 2020. Inden sygeorloven var slut, udtrådte Aqqa Samuelsen i oktober 2020 for at starte på et nyt job, og Mariane Paviasen overtog hans mandat.
Ved valget til Inatsisartut 2021 blev hun valgt med 242 stemmer. Hun kom med i Regeringen Múte Bourup Egede I som minister for boliger og infrastruktur ved en regeringsrokade 23. november 2021. Ved regeringsomdannelsen 5. april 2022 fik Inuit Ataqatigiit en ministerpost mindre end før, og Paviasen måtte forlade regeringen, mens de seks øvrige IA-ministre kunne fortsætte. Hun blev genvalgt til Inatsisartut med 268 stemmer ved valget i 2025.